# Oberalteich
Oberalteich ist ein Pfarrdorf und ein Ortsteil der Stadt Bogen im niederbayerischen Landkreis Straubing-Bogen. Bis 1978 bildete es eine selbstständige Gemeinde.

## Geschichte
Der Ort entstand aus dem gleichnamigen Kloster Oberalteich. Bis zur Säkularisation in Bayern im Jahre 1803 war Oberalteich ein Klosterdorf, das eng mit der Benediktinerabtei Oberalteich verbunden war. Die ehemaligen Klostergebäude bilden den historischen Ortskern von Oberalteich. Nach der Säkularisation wurden die Abteikirche zur Pfarrkirche bestimmt und die Klostergebäude verkauft.
Aus der ehemaligen Klosterhofmark wurde 1808 der Steuerdistrikt Oberalteich gebildet, aus dem die Gemeinde Oberalteich hervorging. Sie gehörte zum Landgericht Mitterfels und nach der Errichtung des Landgerichts Bogen im Jahr 1839 zu diesem, später zum Bezirksamt Bogen und Landkreis Bogen. Bei der Auflösung der Gemeinde Agendorf am 1. Juli 1974 kamen deren Gemeindeteile Muckenwinkling und Trudendorf zu Oberalteich. Mit der Gebietsreform in Bayern verlor die ehemalige Gemeinde Oberalteich die Eigenständigkeit und wurde am 1. Januar 1978 in die Stadt Bogen eingegliedert.

## Schreibweise
Es gab auch die Schreibweise Oberaltaich.

## Ortsteile der ehemaligen Gemeinde Oberalteich
| - Brandlberg - Freundorf - Furth - Großlintach - Hinterschida - Kleinlintach - Lenach - Mitterschida | - Muckenwinkling - Niedermenach - Oberalteich - Obermenach - Stegmühl - Trudendorf - Vorderschida - Weidenhofen |

## Einwohnerentwicklung
| Jahr                           | 1871 | 1885 | 1900 | 1925 | 1950 | 1961 | 1970 | 1987 |
| ------------------------------ | ---- | ---- | ---- | ---- | ---- | ---- | ---- | ---- |
| Einwohner Dorf Oberalteich     | 289  | 262  | 264  | 221  | 344  | 374  | 324  | 168  |
| Einwohner Gemeinde Oberalteich | 1105 | 1133 | 1075 | 1078 | 1387 | 1319 | 1450 |      |

## Kultur und Sehenswürdigkeiten
- Ehemalige Klosterkirche St. Peter und Paul. Die gotischen Doppeltürme wurden in den 1622 bis 1630 errichteten Neubau integriert. Das Innere enthält Werke unter anderem von Mathias Obermayr und Cosmas Damian Asam um 1730. Die 1727 bis 1731 von den Brüdern Joseph Anton Merz und Andreas Merz geschaffenen Fresken beinhalten ein umfangreiches theologisches Programm.
- Ehemalige Klostergebäude. Sie stehen nordöstlich der Kirche und enthalten Stuckarbeiten im West- und Ostflügel.
- KulturForum Oberalteich. Es befindet sich im sanierten Bereich einer Mühle. Seit 1998 wird den Besuchern hier ein buntes Programm aus Konzerten, Lesungen, Kabarett, Vorträgen, Seminaren und Ausstellungen geboten.

## Bildung und Erziehung
- Albertus-Schule Oberalteich
- Grundschule Oberalteich

## Vereine
- CSU Oberalteich. Sie besteht seit 1960.
- Freiwillige Feuerwehr Oberalteich
- Katholischer Deutscher Frauenbund Zweigverein Oberalteich. Er wurde in Oberalteich am 14. November 1990 gegründet.
- KLJB Oberalteich
- Oberalteicher Kloster-Biker. Im Juli 2002 trafen sich elf Biker  zum Gründungsstammtisch im Gasthaus Furth.
- Spielmannszug der Freiwilligen Feuerwehr Oberalteich. Er besteht seit 1973.
- TSV Oberalteich. Er wurde am 13. Juli 1962 im Gasthaus Faistl in Niedermenach  ins Leben gerufen.